# Twelve Deadly Cyns
…and Then Some
Albums de Cyndi Lauper
Hat Full of Stars
(1993) Wanna Have Fun
(1996)
Twelve Deadly Cyns…and Then Some est la deuxième compilation de Cyndi Lauper, sorti en 1994 chez Epic Records.

## Pistes
| No  | Titre                                                    | Éditions             | Durée |
| --- | -------------------------------------------------------- | -------------------- | ----- |
| 1.  | I'm Gonna Be Strong (Nouvelle version)                   | Toutes               | 3:52  |
| 2.  | Girls Just Want to Have Fun (Issu de She's So Unusual)   | Toutes               | 3:54  |
| 3.  | Money Changes Everything (Issu de She's So Unusual)      | Toutes               | 5:04  |
| 4.  | Time After Time (Issu de She's So Unusual)               | Toutes               | 4:04  |
| 5.  | She Bop (Issu de She's So Unusual)                       | Toutes               | 3:46  |
| 6.  | All Through the Night (Issu de She's So Unusual)         | Toutes               | 4:29  |
| 7.  | Change of Heart (en) (Issu de True Colors)               | Toutes               | 4:25  |
| 8.  | True Colors (Issu de True Colors)                        | Toutes               | 3:47  |
| 9.  | What's Going On (Issu de True Colors)                    | Toutes               | 3:54  |
| 10. | I Drove All Night (Issu de A Night to Remember)          | Toutes               | 4:12  |
| 11. | The World Is Stone (Issu de Starmania)                   | International, Japon | 4:25  |
| 12. | Who Let in the Rain (Issu de Hat Full of Stars)          | International, Japon | 4:37  |
| 13. | That's What I Think (Issu de Hat Full of Stars)          | Toutes               | 4:23  |
| 14. | Sally's Pigeons (Issu de Hat Full of Stars)              | Toutes               | 3:46  |
| 15. | (Hey Now) Girls Just Want to Have Fun (Nouvelle version) | Toutes               | 3:54  |
| 16. | Come on Home (Nouvelle version)                          | Toutes               | 4:33  |
| 17. | Hole in My Heart (All the Way to China) (Issu de Vibes)  | Japon                | 4:03  |